# La Targette francia katonai temető
A La Targette francia katonai temető (Nécropole nationale de la Targette) egy első világháborús sírkert a franciaországi Neuville-Saint-Vaast közelében.
A temetőt 1919-ben nyitották, 11 443 első világháborús és 593 második világháborús katona nyugszik a földjében. Annak a 3282 katonának, akit nem sikerült azonosítani, csontházakban helyezték el a földi maradványait. A francia gyarmati hadsereg tagjait a sírkert muzulmán szektorában hantolták el, sírköveik Mekka felé néznek. A temető mellett található a La Targette brit katonai temető, a két sírkert összterülete ötvenezer négyzetméter.
2023 óta az első világháború temetői és emlékhelyei részeként a világörökséghez tartozik.
Neuville-Saint-Vaast környékén több első világháborús katonai temető van: a francia sírkerttől nagyjából 900 méterre délre található a neuville-saint-vaast-i német katonai temető és 4,5 kilométerre északra a Kettes számú kanadai katonai temető.

## Történelmi háttér
A temetőben nyugvó francia katonák nagy többsége az 1915. május 9-én indított támadásban halt hősi halált. A második arrasi csata fő célja a német vonalak áttörése volt, hogy megkezdődhessen a Vimy-gerinc elleni offenzíva. Neuville-Saint-Vaast a németek megerősített helyőrsége volt, négy védelmi vonal helyezkedett el előtte. A lövészárkok hálóját erődök, bunkerek, föld alatti járatok és szögesdrót akadályok védték. A németek 150 házat alakítottak bunkerré. A védelmi szektort Labirintus néven emlegették. A francia támadás május 9-étől június 17-éig tartott. A méterről méterre, lövészároktól lövészárokig tartó offenzíva hatalmas áldozatot követelt mindkét oldalon.